# Уай-О-Ранч
Уай-О-Ранч (англ. Y-O Ranch) — статистически обособленная местность, расположенная в округе Платт (штат Вайоминг, США) с населением в 242 человека по статистическим данным переписи 2000 года.

## География
По данным Бюро переписи населения США, статистически обособленная местность Уай-О-Ранч имеет общую площадь в 6,22 квадратных километров, водных ресурсов в черте населённого пункта не имеется.
Статистически обособленная местность Уай-О-Ранч расположена на высоте 1489 метров над уровнем моря.

## Демография
По данным переписи населения 2000 года, в Уай-О-Ранч проживало 242 человека, 66 семей, насчитывалось 83 домашних хозяйства и 86 жилых домов. Средняя плотность населения составляла около 38,4 человека на один квадратный километр. Расовый состав Уай-О-Ранч по данным переписи распределился следующим образом: 96,69 % белых, 3,31 % — других народностей. Испаноговорящие составили 5,79 % от всех жителей статистически обособленной местности.
Из 83 домашних хозяйств в 42,2 % — воспитывали детей в возрасте до 18 лет, 68,7 % представляли собой совместно проживающие супружеские пары, в 7,2 % семей женщины проживали без мужей, 19,3 % не имели семей. 14,5 % от общего числа семей на момент переписи жили самостоятельно, при этом 3,6 % составили одинокие пожилые люди в возрасте 65 лет и старше. Средний размер домашнего хозяйства составил 2,92 человек, а средний размер семьи — 3,22 человек.
Население статистически обособленной местности по возрастному диапазону по данным переписи 2000 года распределилось следующим образом: 32,2 % — жители младше 18 лет, 7,4 % — между 18 и 24 годами, 33,1 % — от 25 до 44 лет, 21,5 % — от 45 до 64 лет и 5,8 % — в возрасте 65 лет и старше. Средний возраст жителей составил 30 лет. На каждые 100 женщин в Уай-О-Ранч приходилось 96,7 мужчин, при этом на каждые сто женщин 18 лет и старше приходилось 102,5 мужчин также старше 18 лет.
Средний доход на одно домашнее хозяйство в статистически обособленной местности составил 32 273 доллара США, а средний доход на одну семью — 30 795 долларов. При этом мужчины имели средний доход в 23 750 долларов США в год против 18 542 доллара среднегодового дохода у женщин. Доход на душу населения в статистически обособленной местности составил 12 188 долларов в год. 13,6 % от всего числа семей в округе и 19,3 % от всей численности населения находилось на момент переписи населения за чертой бедности, включая 25,5 % жителей младше 18 лет.